# Ташизм
Ташизм (від фр.Tachisme, Tache- пляма) — течія у образотворчому мистецтві 50-60-х р.р. ХХст, що є різновидом абстрактного експресіонізму. Сьогодні цей метод створення картин часто використовується в арттерапевтичній сфері, зокрема в практиці медитативного живопису.
Ташизм ще називають «живописом колірного поля» через прагнення представників цієї течії в живописі максимально ефективно використовувати колір Надмірне захоплення кольоровою гамою перетворює їхні картини на безпредметні барвисті площини.
Засновники течії ташизму вважали, що оскільки життя людини, що живе в ХХ столітті сповнене стресів, то їхні картини створюють атмосферу душевного відпочинку і психічної гармонії. Адже споглядання саме на безпредметне, на те, що немає чітких обрисів і додає сучасній глядацькій душі відпочинок та повний спокій від метушливого світу сьогодення. Тож мистецтвознавці назвали цей різновид живопису- «мистецтвом тиші».
Дуже часто автори цієї мистецької течії свої картини просто нумерували, не даючи їм жодної назви. Не всі ташисти використовували в своїй роботі пензель.
Свої полотна вони створювали, наносячи фарбу на полотно швидкими рухами, без будь- якого попереднього обдумування змісту картини,тим самим виражаючи стан власної підсвідомості
Представники напрямку (течії)
- Марк Ротко (1903—1970)
- Ед Рейнхардт (1913—1967)
- Барнет Ньюмен (1905—1970)
- Кліфорд Стіл (1904—1980)
- Гюнтер Ферг (нар.1952 р.)
- Жорж Матьє (нар.1921 р.)
- Ханс Хартунг (1904—1989)[3]
- Пьєр Сулаж (нар.1919 р.)
- Жан Базен
- Ємиліо Ведова
- Асгер Йорн
- Карел Аппель (1921—2006 р.)
- Анрі Мишо(1899—1984)
- Николай Антонов[4]

До течії ташизму були наближені європейська група «КобрА» (CoBrA) та японська група «Гутаи»(Gutai)